# Sauerland-Express
| |                     |                                   |                                   |
| Kursbuchstrecke (DB): | 430, 435            |                                   |                                   |
| Streckenlänge: | 152 km              |                                   |                                   |
| Streckengeschwindigkeit: | 140 km/h            |                                   |                                   |
| |                     |                                   |                                   |
| Verkehrsunternehmen: | DB Regio NRW        |                                   |                                   |
| Bundesland (D): | Nordrhein-Westfalen |                                   |                                   |
| Verlauf |                     |                                   |                                   |
| \| \| 0 \| Hagen Hbf \| Hagen Hbf \| \| \| 14 \| Schwerte (Ruhr) \| Schwerte (Ruhr) \| \| \| 29 \| Fröndenberg \| Fröndenberg \| \| \| 37 \| Wickede (Ruhr) \| Wickede (Ruhr) \| \| \| 49 \| Neheim-Hüsten \| Neheim-Hüsten \| \| \| 57 \| Arnsberg (Westf) \| Arnsberg (Westf) \| \| \| 63 \| Oeventrop \| Oeventrop \| \| \| 68 \| Freienohl \| Freienohl \| \| \| 77 \| Meschede \| Meschede \| \| \| 86 \| Bestwig \| Bestwig \| \| \| 92 \| Olsberg \| Olsberg \| \| \| 107 \| Willingen (einzelne Züge) \| Willingen (einzelne Züge) \| \| \| \| \| \| \| \| 100 \| Brilon Wald \| Brilon Wald \| \| \| \| \| \| \| \| 107 \| Brilon Stadt \| Brilon Stadt \| \| \| 106 \| Hoppecke (nur morgens) \| Hoppecke (nur morgens) \| \| \| 110 \| Messinghausen (nur morgens) \| Messinghausen (nur morgens) \| \| \| 116 \| Beringhausen (nur morgens) \| Beringhausen (nur morgens) \| \| \| 118 \| Bredelar (nur morgens) \| Bredelar (nur morgens) \| \| \| 126 \| Marsberg (nur morgens) \| Marsberg (nur morgens) \| \| \| 132 \| Westheim (Westf) (nur morgens) \| Westheim (Westf) (nur morgens) \| \| \| 142 \| Scherfede (nur morgens) \| Scherfede (nur morgens) \| \| \| 152 \| Warburg (Westf) (nur morgens) \| Warburg (Westf) (nur morgens) \| \| \| \| Landesgrenze NRW / Hessen \| \| \| \| 179 \| Hofgeismar \| (bis 12/2023) \| \| \| 209 \| Kassel-Wilhelmshöhe (bis 12/2023) \| Kassel-Wilhelmshöhe (bis 12/2023) \| |                     |                                   |                                   |
| | 0                   | Hagen Hbf                         | Hagen Hbf                         |
| Bahnhof | 14                  | Schwerte (Ruhr)                   | Schwerte (Ruhr)                   |
| Bahnhof | 29                  | Fröndenberg                       | Fröndenberg                       |
| Bahnhof | 37                  | Wickede (Ruhr)                    | Wickede (Ruhr)                    |
| Bahnhof | 49                  | Neheim-Hüsten                     | Neheim-Hüsten                     |
| Bahnhof | 57                  | Arnsberg (Westf)                  | Arnsberg (Westf)                  |
| Haltepunkt / Haltestelle | 63                  | Oeventrop                         | Oeventrop                         |
| Haltepunkt / Haltestelle | 68                  | Freienohl                         | Freienohl                         |
| Bahnhof | 77                  | Meschede                          | Meschede                          |
| Bahnhof | 86                  | Bestwig                           | Bestwig                           |
| Haltepunkt / Haltestelle | 92                  | Olsberg                           | Olsberg                           |
| Kopfbahnhof Streckenanfang · Strecke | 107                 | Willingen (einzelne Züge)         | Willingen (einzelne Züge)         |
| Strecke nach links · Abzweig geradeaus und von rechts |                     |                                   |                                   |
| Bahnhof | 100                 | Brilon Wald                       | Brilon Wald                       |
| Abzweig geradeaus und nach links · Strecke von rechts |                     |                                   |                                   |
| Strecke · Kopfbahnhof Streckenende | 107                 | Brilon Stadt                      | Brilon Stadt                      |
| Haltepunkt / Haltestelle | 106                 | Hoppecke (nur morgens)            | Hoppecke (nur morgens)            |
| Bahnhof | 110                 | Messinghausen (nur morgens)       | Messinghausen (nur morgens)       |
| Haltepunkt / Haltestelle | 116                 | Beringhausen (nur morgens)        | Beringhausen (nur morgens)        |
| Haltepunkt / Haltestelle | 118                 | Bredelar (nur morgens)            | Bredelar (nur morgens)            |
| Bahnhof | 126                 | Marsberg (nur morgens)            | Marsberg (nur morgens)            |
| Haltepunkt / Haltestelle | 132                 | Westheim (Westf) (nur morgens)    | Westheim (Westf) (nur morgens)    |
| Bahnhof | 142                 | Scherfede (nur morgens)           | Scherfede (nur morgens)           |
| Kopfbahnhof Strecke ab hier außer Betrieb | 152                 | Warburg (Westf) (nur morgens)     | Warburg (Westf) (nur morgens)     |
| Grenze (Strecke außer Betrieb) |                     | Landesgrenze NRW / Hessen         | Landesgrenze NRW / Hessen         |
| Bahnhof (Strecke außer Betrieb) | 179                 | Hofgeismar                        | (bis 12/2023)                     |
| Kopfbahnhof Streckenende (Strecke außer Betrieb) | 209                 | Kassel-Wilhelmshöhe (bis 12/2023) | Kassel-Wilhelmshöhe (bis 12/2023) |

Der Sauerland-Express ist eine Regional-Express-Linie im Schienenpersonennahverkehr von Nordrhein-Westfalen, die von Hagen nach Brilon führt. Die Verbindung wird vom VRR und NWL und durch die DB Regio NRW mit Triebwagen der Baureihen 633 und vereinzelt 632 und 644 betrieben.
Mit der Vergabe des Betriebs ab Dezember 2016 ist die Linie Teil des Sauerland-Netzes. Zuvor wurde die Linie im Rahmen von direktvergebenen großen Verkehrsverträgen bei DB Regio bestellt.

## Fahrplanangebot
Bis zum Fahrplanwechsel im Dezember 2023 fuhren einige Zugpaare bis Kassel. Auf dem Abschnitt zwischen Warburg und Kassel wechselte sich der RE 17 mit dem Rhein-Hellweg-Express (RE 11) ab. Hier gab es seit dem Fahrplanwechsel am 15. Dezember 2013 nur noch in Hofgeismar einen Zwischenhalt, insbesondere entfiel zeitgleich auch die Bedienung von Kassel Hauptbahnhof. Damit verkürzte sich die Fahrzeit von und nach Kassel-Wilhelmshöhe um bis zu 13 Minuten.
Zwischen Hagen Hauptbahnhof und Warburg (Westf) verkehrt diese Linie seit dem Fahrplanwechsel 2025 nur noch morgens. Auf den Fahrten von und nach Kassel kamen bis März 2019 Triebwagen der Baureihe 612 zum Einsatz, auf den Umläufen aus bzw. nach Warburg bis Dezember 2016 auch solche der Baureihe 628.4. Zudem wurden saisoniert freitags und sonntags einige Züge nach Willingen angeboten. Zusammen mit dem RE 57 ergibt sich zwischen Fröndenberg und Bestwig ein Halbstundentakt.

## Eingesetztes Fahrzeugmaterial
Früher wurde diese Linie mit Loks der Baureihe 218 und n-Wagen befahren. Teilweise kamen auch Triebwagen der Baureihe 624 zum Einsatz.
Die Warburger Umläufe wurden Mitte der 1990er Jahre auf die Baureihe 628.4 umgestellt. Zum Jahrtausendwechsel wurden die lokbespannten Züge der Kasseler Umläufe auf die Baureihe 612 umgestellt. Einzelne Zugläufe nach Willingen fuhren noch bis 2006 mit der Baureihe 218. Seit Dezember 2016 wurden neben der Baureihe 612 die Baureihe 644 eingesetzt. Heutzutage fahren hier Dieseltriebwagen der Baureihe 633. Vereinzelt kommen Triebwagen der Baureihen 632 und 644 zum Einsatz.

## Aktueller Betrieb
Der Betrieb des Sauerland-Expresses wurde im Rahmen des Sauerlandnetzes (im 1. Los) zum Dezember 2016 ausgeschrieben, der Zuschlag ging an DB Regio. Der Betrieb erfolgte zunächst im Rahmen eines Ersatzkonzepts, bis die Dieseltriebwagen vom Typ LINK (II bzw. III) des polnischen Herstellers PESA verspätet ab Frühjahr 2019 einsatzbereit waren. Die Lieferverzögerung mussten durch ein Ersatzkonzept mit überbrückt werden.

## Planungen
Seit dem Fahrplanwechsel im Dezember 2024 tauscht der RE17 ab 7:30 Uhr sein östliches Linienende mit dem RE 57 nach Brilon Stadt. Das bedeutet, dass der RE 17 bis 7:30 Uhr wie gewohnt stündlich im Abschnitt Hagen - Warburg verkehrt. Anschließend fährt er allerdings nur noch zwischen Hagen und Brilon Stadt. Im Abschnitt Hagen - Brilon Wald verkehren die Fahrten im Stundentakt und weiter nach Brilon Stadt im Zweistundentakt. In der übrigen Zeit besteht in Brilon Anschluss zu den Zügen der Linie RB 97 nach Brilon Stadt. Die durchgehenden Züge Hagen - Willingen in der Clubsaison werden eingestellt und stattdessen drei Züge der in Brilon Wald endenden Fahrten an den entsprechenden Tagen nach Willingen verlängert.

## Streckenbeschreibung
Die Linie befährt derzeit zwei Bahnstrecken:
- Bahnstrecke Hagen–Hamm zwischen Hagen und Schwerte (gemeinsam mit allen Zügen des Regional- und Fernverkehrs)
- Obere Ruhrtalbahn auf kompletter Länge (bis Bestwig bzw. Brilon Wald gemeinsam mit dem RE 57).

## Anschlüsse
| Bahnhof         | Anschluss aus/nach                                                                                              | Linie                                                    |
| --------------- | --- | -------------------------------------------------------- |
| Hagen           | Bochum, Dortmund, Düsseldorf, Essen, Hamm, Iserlohn, Köln, Lüdenscheid, Siegen, Solingen, Venlo (NL), Wuppertal | RE 4, RE 7, RE 13, RE 16, RB 40, RB 52, RB 91, S 8, S 5, |
| Schwerte (Ruhr) | Dortmund, Düsseldorf, Hamm, Iserlohn, Köln, Münster bzw. Rheine, Solingen, Venlo (NL), Wuppertal                | RE 7, RE 13, RB 53                                       |
| Fröndenberg     | Dortmund, Menden, Neuenrade, Unna                                                                               | RB 54 RE 57,                                             |
| Bestwig         | Winterberg, Marburg (Lahn)                                                                                      | RE 57, R 42                                              |
| Brilon Wald     | Korbach, Willingen, Brilon Stadt                                                                                | RB 55, RE 57                                             |